# Mount Ralph
Mount Ralph ist ein 1054 m hoher Berg im westantarktischen Marie-Byrd-Land. In den Ford Ranges ragt er zwischen Mount Gilmour und Mount McCormick auf.
Wissenschaftler der United States Antarctic Service Expedition (1939–1941) entdeckten und kartierten ihn. Das Advisory Committee on Antarctic Names benannte ihn 1966 nach Ralph Winfield Smith (1905–1989), Pilot bei der zweiten Antarktisexpedition (1933–1935) des US-amerikanischen Polarforschers Richard Evelyn Byrd.